# KIC 9832227
KIC 9832227 — тісна подвійна зоряна система в сузір'ї Лебедя. Знаходиться на відстані 1800 св. років від Сонця.
Затемнювано-подвійна зоря з періодом обертання 11 годин. 2013 року, піднявши дані за останні півтора десятка років спостережень за системою, вчені змогли з'ясувати, що період обертання світил навколо спільного центру мас скорочується. Вчені передбачають зіткнення зір цієї системи у 2022 році (плюс-мінус 1 рік), яке призведе до появи особливої світної червоної нової зорі.
Це буде дуже різка зміна в небі, і кожна людина зможе побачити це. Вам не знадобиться телескоп, щоб сказати мені в 2023 році, правий я був чи ні. Хоча відсутність вибуху розчарує мене, будь-який альтернативний результат буде не менш цікавим, — стверджує професор Ларрі Мольнар.
Згідно з іншими дослідженнями даного передбачення, в розрахунках були допущені помилки і злиття буде відбуватися в інший час.